# Megacyllene antennata
Megacyllene antennata là một loài bọ cánh cứng trong họ Cerambycidae.